# Edag
Die Edag Engineering Group AG (kurz Edag; Eigenschreibweise: EDAG) ist ein international im Bereich Ingenieurdienstleistungen tätiger Konzern. Die Holding des 1969 in Deutschland gegründeten Unternehmens hat ihren Sitz seit 2015 im thurgauischen Arbon, Schweiz. Wesentlichste operative Gesellschaft der Edag-Gruppe ist die Edag Engineering GmbH mit Sitz in Wiesbaden, Deutschland.

## Geschichte
1969 wurde von Horst Eckard das Unternehmen Eckard Design in Groß-Zimmern bei Darmstadt gegründet. Nach der Gründung eröffnete im selben Jahr die erste Niederlassung in Köln. Ein Jahr später wurde der Hauptsitz nach Fulda verlegt und das Unternehmen entwickelte Fahrzeuge und Produktionsanlagen. Seit 1986 werden auch Prototypen gebaut. Ab 1987 begann mit einer Niederlassung in Martorell (Barcelona) in Spanien die internationale Präsenz des Unternehmens. 1992 änderte sich die Rechtsform in eine Aktiengesellschaft, und der Name Edag Engineering + Design AG entstand. Als erster Automobildienstleister wurde die Edag 1998 in den Verband der Automobilindustrie aufgenommen. 2004 wurde die FFT Flexible Fertigungstechnik GmbH & Co. KG, die heutige FFT Produktionssysteme GmbH & Co. KG, in das Unternehmen integriert. Noch im selben Jahr eröffnet Edag seinen ersten Standort in China. Im Februar 2006 kaufte Lutz Helmig, Eigentümer der Aton GmbH und Gründer der Helios-Kliniken, die Edag von den neun Gründerfamilien. 2007 wurde die Personaldienstleistungsgesellschaft ED Work GmbH & Co. KG gegründet.
Als Folge der Übernahme durch die Aton GmbH wurde das Unternehmen am 11. Januar 2008 von einer Aktiengesellschaft in eine Kommanditgesellschaft auf Aktien umgewandelt. Als weitere Folge der Umstrukturierung schieden am 8. April 2008 die Geschäftsführer Klaus Blickle und Jürgen Böhm aus dem Unternehmen aus und wurden von den langjährigen führenden Mitarbeitern Jörg Ohlsen, Manfred Hahl und Rainer Bauer ersetzt.
2012 erfolgte die Übernahme der BFFT-Gruppe mit rund 600 Mitarbeitern. Damit stärkt Edag seine Position im E/E-Segment.
Im Zuge der Verschmelzung mit dem vormaligen Konkurrenzunternehmen Rücker wurde zu Beginn des Jahres 2014 die Geschäftsführung neu ausgerichtet und von Jörg Ohlsen (CEO), Harald Poeschke (COO) und Jürgen Vogt (CFO) besetzt. Der Hauptsitz wurde nach Wiesbaden verlegt. Bis zum Börsengang firmierte das Unternehmen ab März 2015 als Edag Engineering GmbH.
Im Zuge des Börsengangs wurde der Sitz im November 2015 in die Schweiz verlegt, da das schweizerische System des Verwaltungsrates einen stärkeren Einfluss des Großaktionärs Aton zulässt als der deutsche Aufsichtsrat. Der Börsengang an der Frankfurter Wertpapierbörse erfolgte am 2. Dezember 2015.
Im Juni 2018 wurde bekannt, dass Fosun, ein chinesischer Konzern, FFT von Aton übernehmen würde. Die rechtliche Übertragung aufs Fosun wurde am 29. Mai 2019 vollzogen. Zusätzlich feierte Edag in demselben Jahr sein 50-jähriges Bestehen.
Nach eigenen Angaben ist das Unternehmen ein global führender, unabhängiger Engineering-Dienstleister.

## Organisation

### Konzernstruktur
Die am 2. Dezember 2015 gegründete Edag Engineering Group AG ist die für den Konzern verantwortliche Holdinggesellschaft und hat ihren Sitz in Arbon, Schweiz. Das gesamte operative Geschäft der Edag-Gruppe wird von der in Wiesbaden sitzenden Edag Engineering GmbH, die bis 2014 (in der Firmung als Edag Engineering AG) die Muttergesellschaft des Konzerns war, und der die Tochtergesellschaften unterstellt sind.
Wichtige hundertprozentige Tochtergesellschaften der Edag Engineering GmbH sind:
- Edag do Brasil, Ltda., Brasilien
- Edag Production Solutions GmbH & Co. KG, Deutschland
- Edag Engineering Spain, S. L., Spanien
- Edag Aeromotive GmbH, Deutschland

### Konzernleitung

#### Verwaltungsrat
Der Verwaltungsrat ist oberste Führungsinstanz des Konzerns. Er nimmt innerhalb der Edag-Gruppe Initiativ-, Aufsichts- und übergeordnete Entscheidungsfunktionen gegenüber den Konzerngesellschaften wahr, insbesondere bei strategischen Fragen.
Der Verwaltungsrat besteht aus dem Präsidenten Georg Denoke sowie aus den Mitgliedern Manfred Hahl, Clemens Prändl, Sylvia Schorr und Philippe Weber (Stand: Juni 2024).

#### Geschäftsführung
Die Geschäftsführung hat der Verwaltungsrat an das Group Executive Management delegiert. Diese Konzerngeschäftsleitung setzt sich aus Harald Keller als Chief Executive Officer (CEO) und Holger Merz als Chief Financial Officer (CFO) zusammen (Stand: Juni 2024).

### Standorte
Die Edag-Gruppe hat knapp 80 Niederlassungen in 19 Ländern. Die meisten befinden sich in unmittelbarer Nähe zu großen Standorten der Partnerindustrien.
Auswahl von Standorten in Deutschland
Wiesbaden, Fulda, Weinheim, Dortmund, Hamburg, Ingolstadt, Köln, Leipzig, München, Ulm, Wolfsburg, Zwickau
Auswahl von Standorten in Europa
- Mladá Boleslav, Tschechien
- Warwickshire, Vereinigtes Königreich
- Győr, Ungarn
- Gebze / Kocaeli, Türkei

Auswahl weltweiter Standorte
- São Bernardo do Campo (São Paulo), Brasilien
- Troy (Detroit), USA
- Puebla, Pue, Mexiko
- Yokohama, Japan
- Shah Alam (Kuala Lumpur), Malaysia
- Pune, Indien
- Shanghai und Peking, Volksrepublik China

### Eigentümer
Ausweislich der bei Edag eingegangenen Stimmrechtsmitteilungen hielten zum 31. Dezember 2023 folgende Aktionäre mehr als drei Prozent der Stimmrechte der Edag Engineering Group AG:
- 77 % Familie Lutz Helmig, mittelbar als Gesellschafter der Aton Austria Holding GmbH
- 6,1 % Loys AG
- 5,0 % Axxion S.A.
- 4,0 % Hauck Aufhäuser Fund Services S.A.
- 10,3 % Übrige Aktionäre

Das Grundkapital betrug 25 Millionen Euro zum Jahresende 2023.

## Concept Cars
Von Edag entwickelte Konzeptfahrzeuge (Stand September 2016): Scout (1999), EDAG 2000 (2000), GTC Coupe (2001), GTC Cabrio (2002), Cinema 7D (2003), GenX (2004), Showcar No.8 (2005), SUV (2005), Biwak (2006), LUV (2007), Light Car Open Source (2009), Light Car – Open Source Space Frame (2010), Light Car Sharing (2012), Genesis (2014), Light Cocoon (2015), Soulmate (2016) und EDAG CityBot.
Weiterhin entwickelte Edag das Hardtop für den Pontiac Solstice (2005) und ein automatisches Klappdach für den Rolls-Royce Phantom (2008).